# Castel (gâteau)
Pour les articles homonymes, voir Castel.
 (novembre 2022).
- Si vous ne connaissez pas le sujet, laissez ce bandeau (vous pouvez alors contacter les auteurs).
- Si vous supprimez le contenu mis en cause (vous pouvez préalablement contacter les auteurs),

argumentez précisément cette suppression dans la page de discussion
(un manque de référence n'est pas un argument ; une recherche réelle de référence doit avoir été effectuée, être formellement documentée).
 (août 2022).
Si vous disposez d'ouvrages ou d'articles de référence ou si vous connaissez des sites web de qualité traitant du thème abordé ici, merci de compléter l'article en donnant les références utiles à sa vérifiabilité et en les liant à la section « Notes et références ».
Le castel est une pâtisserie à base d'amandes ou de noisettes et fourré de crème au beurre pralinée. 

## Origine et étymologie
L'origine de ce gâteau provient de la ville d'Annaba, en Algérie, dont il tire son nom de sa coloration proche de la couleur des châtaignes ou des noisettes, en langue arabe courante kastel (قسطل). L'origine du nom du gâteau doit cependant être rapprochée de celle du pâtissier qui en est l'inventeur, originaire de Castelsarrasin.
Particulièrement populaire en Algérie, il est connu sous le nom de castel, mais il reste une spécialité de la ville de Bône et de Jijel.
À Jijel (anciennement Djidjelli), il est raconté que le gâteau s'appelle ainsi en hommage à Norbert, dit Mémé Castel, gardien de but de l'équipe de foot JSD et qui avait pour habitude, de déguster ce fameux gâteau avant ses matchs.
C'est une pâtisserie à base de pralin aux amandes, crème au beurre mélangée à de la chantilly, un fondant au café décoré de chutes de biscuit et saupoudré de sucre glace à l'origine et de forme carrée. Il ressemble au russe, qui est plutôt de forme ronde avec un pralin aux amandes recouvert de crème au beurre et nappé de confiture d'abricots, créé à Oloron-Sainte-Marie.